# Gothatar
Gothatar es un pueblo ubicado en el distrito de Katmandú, provincia de Bagmati, Nepal.

## Superficie
Cuenta con una superficie de 4,66 kilómetros cuadrados.

## Demografía
Datos hasta 2015
- Población: 49 551 habitantes.[1]
- Densidad de población: 10,634 habitantes por kilómetro cuadrado.[1]
- Población masculina: 25 375 (51,2%).[1]
- Población femenina: 24 176 (48,8%).[1]